# جون جوزيف كاين
جون جوزيف كاين (بالإنجليزية: John Joseph Kain)‏ هو كاهن كاثوليكي أمريكي، ولد في 31 مايو 1841 في مرتينسبورغ في الولايات المتحدة، وتوفي في 13 أكتوبر 1903 في سانت لويس في الولايات المتحدة.